# Tris(2,4-di-terc-butylfenyl)fosfit
Tris(2,4-di-terc-butylfenyl)fosfit je organická sloučenina patřící mezi fosfity. Používá se ke stabilizaci polymerů, kde slouží mimo jiné jako antioxidant. Jedná se o fosfit odvozený od di-terc-butylfenolu.